# Porphyrinia cantabrica
Porphyrinia cantabrica là một loài bướm đêm trong họ Noctuidae.